# Shogun: Total War
Shogun: Total War é um jogo eletrônico de estratégia por turnos e táticas em tempo real desenvolvido pela Creative Assembly e publicado pela Electronic Arts. É o primeiro título da série Total War e foi lançado exclusivamente para Microsoft Windows em junho de 2000. A história se passa no período Sengoku do Japão e envolve o jogador assumir o controle do líder de um clã e tentar conquistar toda a nação, assim assumindo a posição de xogum. A jogabilidade por turnos foca em um mapa do Japão medieval onde as ações do jogador são influenciadas por forças militares, religião, diplomacia, espionagem e economia, enquanto as batalhas são travadas em tempo real dentro de um ambiente tridimensional.
Anunciado no início de 1999, Shogun: Total War foi o primeiro produto de risco elevado da Creative Assembly, produtos anteriores, envolveram a criação de videojogos para a marca EA Sports. O jogo foi inicialmente concebido como um título de estratégia em tempo real, "título-B", com gráficos em 2D, após a popularização do gênero para computador, através de títulos como Command & Conquer. No entanto, a proliferação de placas de vídeo 3D, dos consumidores, levou a uma transição para gráficos 3D. Com o curso do desenvolvimento, Shogun: Total War evoluiu para um jogo de tática em tempo real com um enfoque na autenticidade histórica, o historiador militar Stephen Turnbull, assessorou a Creative Assembly, neste respeito. O mapa de campanha, baseado em turnos, foi adicionado para incluir contexto às batalhas em tempo real.
Shogun: Total War teve uma bem recebida crítica, embora algumas queixas relativas a falhas no jogo. O jogo possui pontuação de 84% e 87% nos sites Metacritic e Game Rankings, respectivamente. Um pacote de expansão, The Mongol Invasion, seguido em agosto de 2001, acrescentou as invasões mongóis do Japão para o jogo. O sucesso de Shogun, abriu caminho para o desenvolvimento de novas versões para a série Total War, que hoje, são altamente considerados no gênero estratégia tática em tempo real e por turnos.
Em junho de 2010 foi anunciado Total War: Shogun 2, uma sequência indireta do primeiro Shogun.

## Aspectos do Jogo

### Jogabilidade
Shogun: Total War é focado nos combates de samurais do período Sengoku da história japonesa, que durou de meados do século XV e o início do século XVII. O jogo coloca o jogador na posição de um daimyo japonês, com o objetivo de conquistar o Japão através da força militar, diplomacia, espionagem, comércio e religião, obtendo assim a posição de Shogun. O jogo abrange dois aspectos principais de jogabilidade, constituindo duas áreas que se correlacionam: O primeiro elemento é o mapa de campanha, baseado em turnos, onde o jogador move seus exércitos, conduz a diplomacia, constrói a infraestrutura de suas províncias e executa várias tarefas necessárias para levar adiante sua facção. O segundo elemento são as batalhas em tempo real, onde o jogo permite que o jogador assuma o comando de um dos exércitos, de sua facção, e dirija pessoalmente qualquer elemento da batalha que ocorrerá, quando no mapa de campanha, houver o confronto entre um exército inimigo e o do jogador. O jogador tem, ainda a possibilidade de deixar a batalha ocorrer no automático, permanecendo, assim, somente no ambiente por turnos, a exemplo de jogos da  série Civilization.
O jogo possui sete facções que o jogador pode optar por jogar, cada uma correspondendo a um dos clãs históricos do Japão. A ilha de Kyushu e o extremo sudoeste de Honshu abrigam os clãs Shimazu, Mori e Takeda, enquanto os clãs Imagawa e Oda controlam a parte central de Honshu. As partes do norte de Honshu pertencem aos clãs Uesugi e Hojo. Embora cada clã tenha acesso às mesmas unidades e ampla tecnologia e começam o jogo com aproximadamente a mesma quantidade de terra, cada clã tem uma vantagem específica em uma determinada área. Por exemplo, o clã Imagawa treina agentes de espionagem mais eficientes, enquanto que o clã Takeda pode produzir cavalarias de melhor qualidade, etc. Facções menores e independentes são representadas como clãs rebeldes e Ronin.

### Campanha
A campanha principal, de Shogun: Total War, leva o jogador ao comando de clã para para que este elimine seus inimigos e torne-se Shogun do Japão feudal. Cada facção controla várias províncias históricas, sendo que cada província permite o cultivo de terras, à construção de torres de vigia nas fronteiras e um castelo. Algumas províncias possuem recursos naturais, que necessitam que se construa uma mina, para que seja possível explora-los. Nas províncias costeiras também é possível construir portos, no intuito de aumentar o nível de comércio. Cada castelo tem espaço para expandir-se com uma variedade de edifícios militares e dojos, que permitem o recrutamento de unidades militares e agentes específicos. No entanto, cada castelo só pode suportar um certo número de prédios auxiliares. Além disso, os castelos podem ser melhorados para aumentar suas defesas, aumentando a capacidade de resistência a um cerco. O recrutamento de unidades e a construção de edificações, são limitados pela quantidade de koku que o jogador possui, sendo que koku é gerado em função da força da economia da facção e pela colheita. Unidades e edificações levam tempo para serem produzidas, sendo que cada turno representa uma estação do ano.

Grande parte do jogo acontece sobre um mapa de estratégia por turnos do Japão.

Durante cada turno, o jogador é capaz de mover seus exércitos e unidades, sobre o mapa de campanha, sendo possível move-los para uma província que faz fronteira, com aquela onde estes estejam. No entanto, agentes e exércitos podem viajar longas distâncias usando navios, permitindo-lhes moverem-se, de uma para outra província costeira com um porto e em um único turno. Os exércitos são constituídos por unidades militares, tais como lanceiros, cavalaria e arqueiros. Se um exército entra em uma batalha, as unidades que compõe o mesmo serão reproduzidas na modalidade do jogo tático em tempo real. Cada exército é liderado por um general que possui um certo índice de honra, este índice sobe e desce com o sucesso, ou o fracasso. Se um general, repetidamente, for derrotado, ele pode cometer o seppuku. O daimyo da facção e seus herdeiros, também são representados como generais, sendo que se um daimyo é morto e não tem herdeiros disponíveis, a facção é eliminada do jogo.
Quando um exército é movido para uma província inimiga ou neutra, ele irá se engajar em uma batalha, caso um exército hostil já esteja alocado na mesma província. Um exército pode, também, cercar um castelo em uma província hostil, após um determinado período os estoques no castelo vão acabar e a guarnição será forçada a se render, caso esta não tente romper o cerco ou receba socorro. Um cerco pode causar danos aos edifícios do castelo, sendo que posteriormente, estes edifícios irão necessitar de reparos.
Vários agentes estão disponíveis para cada facção. O agente básico é o emissário, que pode ser usado para negociar alianças e cessar-fogo, bem como pode empreender tentativas de subornar o inimigo ou exércitos neutros para se juntar a facção do jogador. Conforme as facções constroem sua infra-estrutura, os agentes se tornam disponíveis, como o ninja, que pode assassinar os generais inimigos e outros agentes, e o shinobi que pode espionar províncias inimigas, ou executar contra-insurgência nas províncias de origem. Cada agente tem um índice de honra, que determina, em qualquer missão, o quando eles podem ser bem-sucedidos. Conforme o jogo avança, o jogador vai entrando em contacto com comerciantes europeus, primeiro os jesuítas portugueses, que vão trocar dinheiro e arcabuzes por conversão ao catolicismo do clã, depois os holandeses, que vão vender arcabuzes sem a necessidade de uma conversão. Se uma facção do budismo, se converter ao catolicismo, lhe é dada a capacidade de recrutar padres jesuítas, que além de atuar como emissários, convertem a população, tornando rebeliões religiosas menos prováveis.

### Combate

Cena de uma batalha de cerco do jogo, no ambiente tático em tempo real. O modo de batalha foi a origem da série.

O sistema de batalha constitui a segunda área de jogo. Ao contrário da primeira parte, a campanha, os jogadores controlam as batalhas em tempo real. No entanto, se o jogador escolher, o jogo pode resolver automaticamente batalhas, no mapa de campanha, tendo em conta fatores como a força dos números, as armas e o terreno. Fora do modo de campanha, os jogadores podem participar em recriações de batalhas históricas, que compreendem o período Sengoku. Em cada batalha, os jogadores têm acesso a um exército composto por uma variedade de unidades, que podem vir como samurais e ashigaru, em variantes de arqueiros, lanceiros, cavalaria e infantaria pesada. Cada unidade tem as suas vantagens intrínsecas, desvantagens, custos e nível global de eficiência.
Os jogadores devem usar táticas e formações de batalha, contemporâneas com as unidades que dispõem, para assim, derrotar seus inimigos. Os ensinamentos de A Arte da Guerra, de Sun Tzu, são parte integrante das táticas usadas pela inteligência artificial do jogo e para o jogador que deseja ter sucesso. O terreno do campo de batalha e  o clima impactam sobre a forma como uma batalha é travada. Cada unidade tem uma quantidade de moral, o que pode aumentar se a batalha vai bem para o seu clã, ou diminuir, em casos como pesadas baixas ou a morte do general. Se a moral de uma unidade é quebrada, ela vai debandar, em certas circunstâncias, no entanto, as unidades que estão debandando podem ser reunidas, novamente, pelo chamado do general. A vitória na batalha pode ser alcançada fazendo com que cada unidade inimiga seja derrotada e debande, ou por aniquilar o exército adversário. Exércitos podem sitiar castelos, substituindo as batalhas terrestres abertas, pelo combate aproximado, dentro dos limites das muralhas de um castelo.

### Multiplayer
Originalmente, a Electronic Arts hosteou o multiplayer para Shogun Total War. Havia dois servidores distintos: um para o Shogun: Total War, e um para a Warlord Edition. No saguão, os jogadores tinham seus pontos, que foram chamados de honra, ao lado de seus nomes. O jogador começava com 100 pontos de honra., que, conforme suas vitórias e derrotas, podiam aumentar ou diminuir. A fim de evitar que um jogador experiente, tirasse proveito de jogadores novatos e ganhasse muitos pontos de honra, organizou-se o método que que, um jogador experiente, que tivesse 49 pontos de honra a mais, do que um jogador novato, iria perder pontos ao combater o novato, mesmo se a vitória fosse do mais experiente. O sistema de honra foi implementado para tornar a diversão multiplayer mais e desafiadora. No entanto, se os jogadores quisessem jogar sem uma mudança de pontos de honra, em seguida, o anfitrião poderia simplesmente configurar o jogo para o modo "amigável". Os servidores de Shogun tiveram muitos jogadores registrados quando a Electronic Arts os acolheu. Este foi um período muito popular e é considerado por muitos fãs como o melhor e mais nostálgico da série. As batalhas em si, eram muito rápidas, implacáveis com os erros e altamente dependente da habilidade do indivíduo, na seleção do exército, como também na capacidade de controle deste. Em Shogun: Total War, nenhum exército poderia conquistar o outro sem fazer uso de estratégias inteligentes, rápidas e precisas. Em jogos posteriores da série Total War, foi dada mais importância a seleção do exército. Esta é a razão, pela qual, muitos fãs ainda se referem ao Shogun como o mais puro e mais hábil dos jogos Total War.
Antes de Rome: Total War ser lançado pela Activision, a EA desligou os servidores, tanto de Shogun, como os da Warlord Edition. Os jogadores se voltaram para outros jogos da série, enquanto os novos jogadores evitaram Shogun. Alguns jogadores queriam voltar para Shogun: Total War, por isso eles hospedaram o jogo em seus próprios servidores, onde os era possível entrar sem registo.

## Desenvolvimento
Shogun: Total War foi anunciado no início de 1999, desenvolvido pela The Creative Assembly e publicado pela Electronic Arts, sendo que a CA já estivera envolvida com a EA, produzindo jogos para a marca EA Sports. O desenvolvimento foi liderado por Michael Simpson ou Mike Simpson, um ex-designer de microchips, que se juntou à companhia três anos antes. De acordo com Simpson, Shogun foi concebido quando a Creative Assembly estabeleceu uma equipe de desenvolvimento paralela os seus designers da EA Sports, para desenvolver um produto suplente, de baixo risco de negócio para a empresa. Na época, Command & Conquer tinha alcançado sucesso, inspirando a criação de muitos jogos similares de estratégia em tempo real. Portanto, Simpson e sua equipe de desenvolvimento, inicialmente, planejavam criar um "título-B” de jogo de RTS.

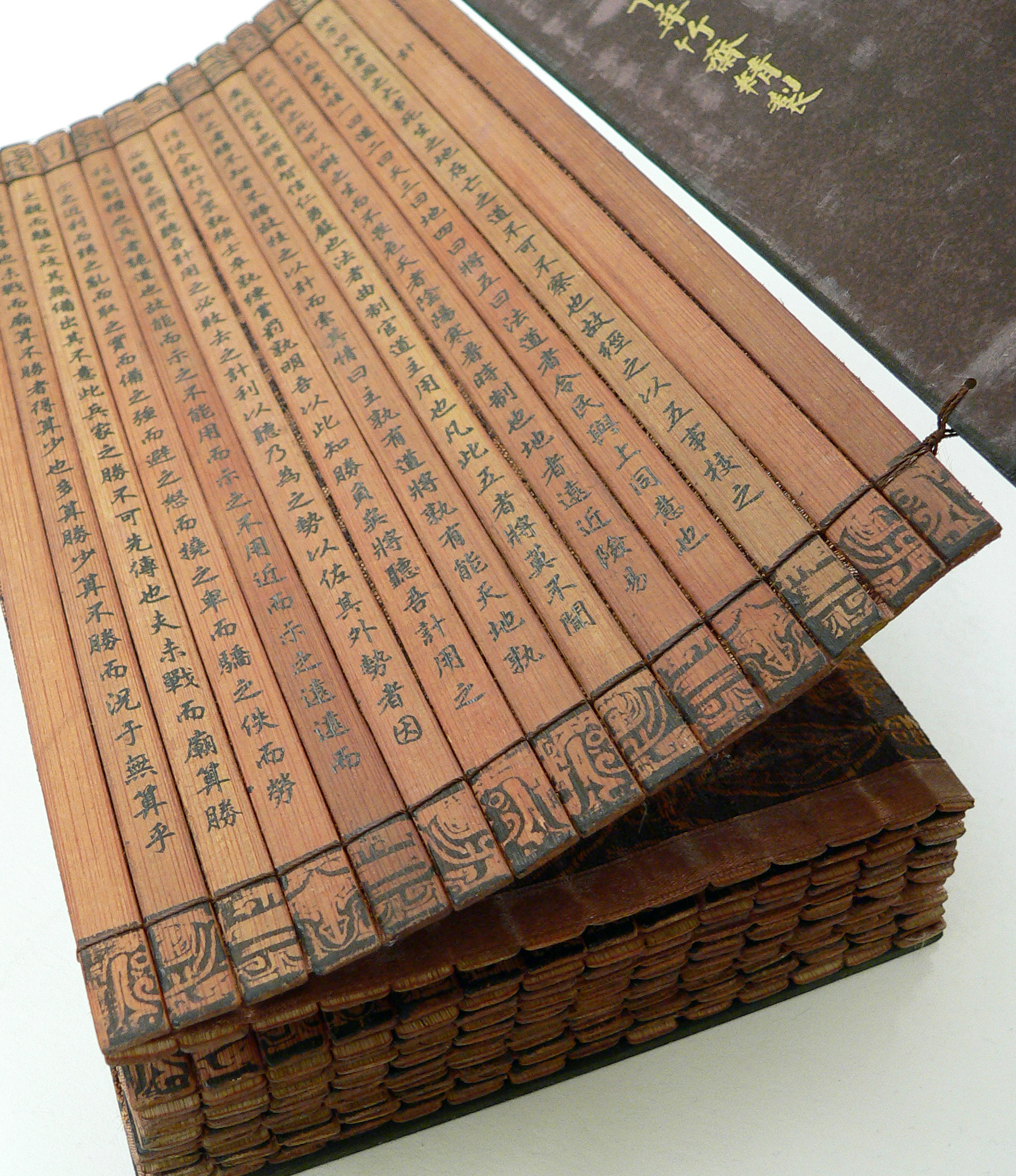
A Arte da Guerra, tratado militar escrito pelo estrategista chinês, Sun Tzu, durante o século IV a.C., é central para a tática do jogo e para a Inteligência Artifical.

Com o desenvolvimento em progresso, placas de vídeo 3D começaram a proliferar entre os consumidores, levando a CA a mudar o desenvolvimento do jogo de 2D para 3D. Inicialmente cético, sobre os resultados do uso de gráficos 3D, Simpson foi surpreendido quando uma paisagem 3D, acabou por ser viável para o jogo. A partir deste ponto, o jogo começou a passar longe de ser um produto simples, de baixo risco, para algo mais substancial. A visão da câmera foi movida da perspectiva tradicional de estratégia em tempo, real top-down, para a posição do general no campo de batalha. Com esta medida, limitando o que o jogador poderia ver através do campo de batalha, mudou fundamentalmente a natureza do jogo. Para acompanhar isso, o jogo tomou uma abordagem mais histórica, para as suas unidades e táticas.
No entanto, o jogo não foi considerado substancial o suficiente, simplesmente com as batalhas em tempo real. Simpson colocou que "o problema era que as batalhas em si, eram muito curtas, e precisávamos de algo para amarrá-las em conjunto e fazer as pessoas se preocuparem com as batalhas". O resultado foi a introdução do mapa de campanha, que visa fornecer ao jogador, uma ampla perspectiva estratégica e de contexto para as batalhas. O período feudal japonês foi escolhido e o período Sengoku foi selecionado, pois permitia várias facções diferentes, que potencialmente poderiam ter vencido o conflito, e devido à introdução da pólvora no Japão, também permitia uma rápida mudança para a árvore tecnológica do jogo.
Para tentar fazer o contexto histórico, o mais autêntico possível, a Creative Assembly contou com a ajuda de Stephen Turnbull, um historiador militar que se especializou na guerra samurai, embora os filmes jidaigeki, de Akira Kurosawa, foram, também, uma fonte de inspiração. Trechos do famoso castelo Mt. Fuji, cena de seu filme de 1985, Ran, apareciam nos créditos de abertura da edição Warlord do jogo. Elementos de A Arte da Guerra, de Sun Tzu, foram integrados na inteligência artificial do jogo, nas batalhas táticas em tempo, para fornecer decisões mais autênticas para as facções controladas pelo computador. O jogo foi apresentado na Electronic Entertainment Expo em 1999 e 2000, onde conquistou o interesse dos meios de comunicação de videogames. Uma demonstração foi lançada em janeiro de 2000, e o jogo foi publicado em 13 de junho de 2000.

## Expansão e sequência
Shogun foi seguido pelo pacote de expansão The Mongol Invasion, que acrescentou uma campanha com os mongóis, onde era possível jogar tanto como os invasores ou com o Japão. A edição Warlord também foi lançada, contendo o jogo original e a expansão. Total War é uma das séries, de jogos para computador, de maior sucesso de todos os tempos. A série tem mais de uma década de existência e se renova de tempos em tempos com novos títulos, como Medieval: Total War, Rome: Total War, Medieval II: Total War, Empire: Total War e Napoleon: Total War, somando-se aos títulos principais suas expansões e DLCs.
Em junho de 2010, foi confirmado que uma sequência indireta, do jogo original da franquia, estava em desenvolvimento, intitulado Total War: Shogun 2. O jogo foi lançado em 15 março 2011.

## Recepção
Shogun: Total war foi bem recebido pela crítica especializada, embora tenham sido apontadas algumas queixas relativas a falhas no jogo. O jogo teve uma pontuação de 84% e 87% nos sites Metacritic e Game Rankings, respectivamente.
O site GameSpot disse "Shogun tem um grande assunto, e uma perfeita fusão de gameplay tático e estratégico", e elogiou bastante a parte de batalhas, principalmente com a grande variedade de opções estratégicas que o jogo oferece, porém apontou diversos erros na parte diplomática do jogo. O site Eurogamer cita que a realidade das batalhas e a quantidade de unidades que ela apresenta é impressionante, porém que a parte de Turn-Based Strategy infelizmente é desativada quando os jogadores vão jogar em modo multiplayer.
Mais de uma década depois de seu lançamento, Shogun é considerado um clássicos e um jogo de grande sucesso que abriu caminho para o desenvolvimento da série Total War, uma série de jogos de estratégia que hoje são marco da indústria.